# 維羅納 (新澤西州)
維羅納（英語：Verona）是位於美國新澤西州艾塞克斯縣的一個鎮區。

## 地方資料
維羅納的面積為7.29平方千米，當中陸地面積為7.24平方千米，而水域面積為0.05平方千米。根據2020年美國人口普查的數據，當地共有人口14572人，而人口密度為每平方千米1,998.9人。